# Péninsule de l'Ontario
 (avril 2024).
La péninsule de l'Ontario (Ontario Peninsula en anglais) est une péninsule située, comme son nom l'indique, dans la province de l'Ontario, dans la région centrale du Canada. Elle constitue la partie la plus au sud de l'Ontario et par extension de tout le Canada. Elle est l'une des principales avancées de terre de la région des Grands Lacs, au côté de la péninsule inférieure et de la péninsule supérieure du Michigan, toutes deux dans l'État américain éponyme,. 
Elle est baignée à l'ouest par le lac Huron (dont la baie Georgienne), à l'est par le lac Ontario et au sud par le lac Érié. Elle fait face au nord-ouest à l'île Manitoulin (séparée par le Main Channel (en)), au sud-ouest à la péninsule inférieure du Michigan (séparée par la rivière Détroit, le lac Sainte-Claire et la rivière Sainte-Claire) et à l'est à l'État de New York (séparé par la rivière Niagara et Grand Island). Elle est elle-même composée de plusieurs péninsules, comme la péninsule Bruce, qui sépare la baie Georgienne du reste du lac Huron, et la péninsule du Niagara, qui sépare le lac Érié du lac Ontario,.
Sur le plan démographique, la péninsule accueille notamment la région urbaine du Golden Horseshoe et la capitale provinciale Toronto, abritant à elle seule près d'un quart de la population canadienne. Dans une autre perspective, la pointe Pelée (ceb), située à l'extrémité de la péninsule, est le point géographique le plus au sud du Canada continental,.